# (101409) 1998 VQ6
1998 في كيو 6 (ويعرف أيضًا باسم (101409) 1998 في كيو 6 وفق تسمية الكوكب الصغير) (بالإنجليزية: 1998 VQ6)‏ هو كويكب ضمن حزام الكويكبات؛ وترتيبه 101409 من حيث الاكتشاف.
اكتُشف هذا الجُرم الفلكي بواسطة تاكيشي أوراتا ‏ في 11 نوفمبر 1998.

## وصلات خارجية
- (101409) 1998 VQ6 في قاعدة بيانات مختبر الدفع النفاث لأجرام النظام الشمسي الصغيرة

- الاكتشاف · مخطط المدار ·  العناصر المدارية · المعلمات المادية

- (101409) 1998 VQ6 على موقع ويكي سكاي: DSS2, SDSS, GALEX, IRAS, Hydrogen α, X-Ray, Astrophoto, Sky Map, Articles and images